# Partido Demócrata Liga No Partisana de Dakota del Norte
El partido Demócrata NPL (Liga no partisana) de Dakota del Norte (abreviado Democratic-NPL, Dem-NPL y DNL) es un partido político de Dakota del Norte afiliado con el Partido Demócrata de los Estados Unidos. El actual presidente es David Strauss. 

## Historia
El Demócrata-NPL se formó en 1956 por la fusión del Partido Demócrata de Dakota del Norte con la Liga no partesana.

### Figuras notables
- Quentin Burdick - antiguo senador de EE. UU.
- Bill Guy - antiguo Gobernador de Dakota del Norte.
- Art Link - antiguo Gobernador de Dakota del Norte.
- George Sinner - antiguo Gobernador de Dakota del Norte.
- Heidi Heitkamp - antiguo Abogado General del Estado.

## Cargos electos
- Senado de los Estados Unidos: Kent Conrad, Byron Dorgan
- Cámara de Representantes de los Estados Unidos: Earl Pomeroy
- Comisionado para la Agricultura de Dakota del Norte: Roger Johnson
- Superintendente de Dakota del Norte de Instrucción Pública: Wayne Sanstead
- Líder de la oposición de la Cámara de Representantes de Dakota del Norte: Merle Boucher
- Líder de la oposición del Senado de Dakota del Norte: David O'Connell

## Candidatos de las elecciones de 2006
Los siguientes candidatos fueron reelegidos:
- Kent Conrad - Senado de EE. UU.
- Earl Pomeroy - Parlamento de EE. UU.
- Roger Johnson - Comisionado para la Agricultura de Dakota del Norte

Los siguientes candidatos tomaron cargos que actualmente no mantiene el partido Demócrata-NPL y perdieron las elecciones:
- Brent Edison - Comisionado para los impuestos de Dakota de Norte
- Kristin Hedger - Secretario del Estado de Dakota del Norte
- Bill Brudvik - Abogado General de Dakota del Norte
- Cheryl Bergian - Comisión de Servicios Públicos de Dakota del Norte.